# Grzegorz Wilczok
Grzegorz Wilczok (ur. 19 marca 1969 w Bytomiu) – polski piłkarz, występujący na pozycji obrońcy.

## Życiorys
Treningi piłkarskie rozpoczął w 1981 roku w klubie ŁKS Łagiewniki. W 1985 roku został juniorem Polonii Bytom, a na początku 1988 roku został wcielony do pierwszej drużyny. Na początku 1993 roku odszedł do Siarki Tarnobrzeg. W barwach tego klubu rozegrał 78 spotkań w I lidze, strzelając jedną bramkę. W rundzie jesiennej sezonu 1997/1998 był zawodnikiem Polonii/Szombierek Bytom, po czym przeszedł do GKS Bełchatów. Z tym klubem Wilczok awansował do finału Pucharu Polski oraz awansował do I ligi. W 2001 roku został piłkarzem Wigier Suwałki. W późniejszych latach występował w Podbeskidziu Bielsko-Biała, Siarce Tarnobrzeg, Milenium Wojkowice, Orle Babienica/Psary i Polonii Poraj.
Pracował jako trener juniorów Polonii Bytom. W 2006 roku był grającym trenerem Milenium Wojkowice, zaś rok później pełnił identyczną funkcję w Orle Babienica/Psary. W roku 2010 był asystentem trenera Mirosława Smyły w GKS Tychy, po czym był grającym trenerem Polonii Poraj. W 2011 roku ponownie był trenerem Milenium Wojkowice.

## Statystyki ligowe
| Sezon         | Klub                       | Liga     | Mecze | Gole |
| ------------- | -------------------------- | -------- | ----- | ---- |
| 1987/1988 (w) | Polonia Bytom              | II liga  | ?     | ?    |
| 1988/1989     | Polonia Bytom              | II liga  | ?     | ?    |
| 1989/1990     | Polonia Bytom              | II liga  | 37    | 1    |
| 1990/1991     | Polonia Bytom              | II liga  | 38    | 1    |
| 1991/1992     | Polonia Bytom              | II liga  | 26    | 3    |
| 1992/1993 (j) | Polonia Bytom              | II liga  | 13    | 0    |
| 1992/1993 (w) | Siarka Tarnobrzeg          | I liga   | 17    | 0    |
| 1993/1994     | Siarka Tarnobrzeg          | I liga   | 28    | 0    |
| 1994/1995     | Siarka Tarnobrzeg          | II liga  | 33    | 0    |
| 1995/1996     | Siarka Tarnobrzeg          | I liga   | 33    | 1    |
| 1996/1997     | Siarka Tarnobrzeg          | II liga  | 33    | 2    |
| 1997/1998 (j) | Polonia/Szombierki Bytom   | II liga  | 9     | 0    |
| 1997/1998 (w) | GKS Bełchatów              | II liga  | 13    | 0    |
| 1998/1999     | GKS Bełchatów              | I liga   | 22    | 0    |
| 1999/2000     | GKS Bełchatów              | II liga  | 31    | 0    |
| 2000/2001     | GKS Bełchatów              | II liga  | 28    | 2    |
| 2001/2002     | Wigry Suwałki              | III liga | ?     | 1    |
| 2002/2003 (j) | Wigry Suwałki              | III liga | ?     | 0    |
| 2002/2003 (w) | Podbeskidzie Bielsko-Biała | II liga  | 11    | 0    |
| 2003/2004     | Siarka Tarnobrzeg          | III liga | ?     | ?    |